# Sanchezia
- Commons
- Wikispecies

Sanchezia Ruiz & Pav , 1794., segundo o Sistema APG II, é um gênero botânico da família Acanthaceae, distribuído nas regiões tropicais da América.

## Sinonímia
- Steirosanchezia Lindau

## Espécies
Este gênero apresenta aproximadamente 65 espécies:
- Sanchezia arborea
- Sanchezia aurantiaca
- Sanchezia aurea
- Sanchezia bicolor
- Sanchezia coccinea
- Sanchezia coleifolia
- Sanchezia conferta
- Sanchezia cyathibractea
- Sanchezia dasia
- Sanchezia decora
- Sanchezia ecuadorensis
- Sanchezia ferreyrae
- Sanchezia filamentosa
- Sanchezia flava
- Sanchezia glabra
- Sanchezia glaucophylla
- Sanchezia habra
- Sanchezia helophila
- Sanchezia hirsuta
- Sanchezia killipii
- Sanchezia klugii
- Sanchezia lampra
- Sanchezia lasia
- Sanchezia leucerythra
- Sanchezia lispa
- Sanchezia longiflora
- Sanchezia loranthifolia
- Sanchezia lutea
- Sanchezia macbridei
- Sanchezia macrocnemis
- Sanchezia megalia
- Sanchezia munita
- Sanchezia nobilis
- Sanchezia oblonga
- Sanchezia ovata Ruiz & Pav.
- Sanchezia oxysepala
- Sanchezia parvibracteata
- Sanchezia parviflora
- Sanchezia pedicellata
- Sanchezia pennellii
- Sanchezia peruviana
- Sanchezia pulchra
- Sanchezia punicea
- Sanchezia putumayensis
- Sanchezia rhodochroa
- Sanchezia rosea
- Sanchezia rubriflora
- Sanchezia sanmartinensis
- Sanchezia scandens
- Sanchezia sericea
- Sanchezia skutchii
- Sanchezia speciosa Leonard[1]
  - Sanchezia nobilis (zh) Hook.f.[1]
  - Sanchezia oblonga (wikispecies:Sanchezia oblonga)[2]
- Sanchezia sprucei
- Sanchezia stenantha
- Sanchezia stenomacra
- Sanchezia sylvestris
- Sanchezia tarapotensis
- Sanchezia thinophila
- Sanchezia tigrina
- Sanchezia villosa
- Sanchezia williamsii
- Sanchezia woytkowskii
- Sanchezia wurdackii
- Sanchezia xantha